# 都農站

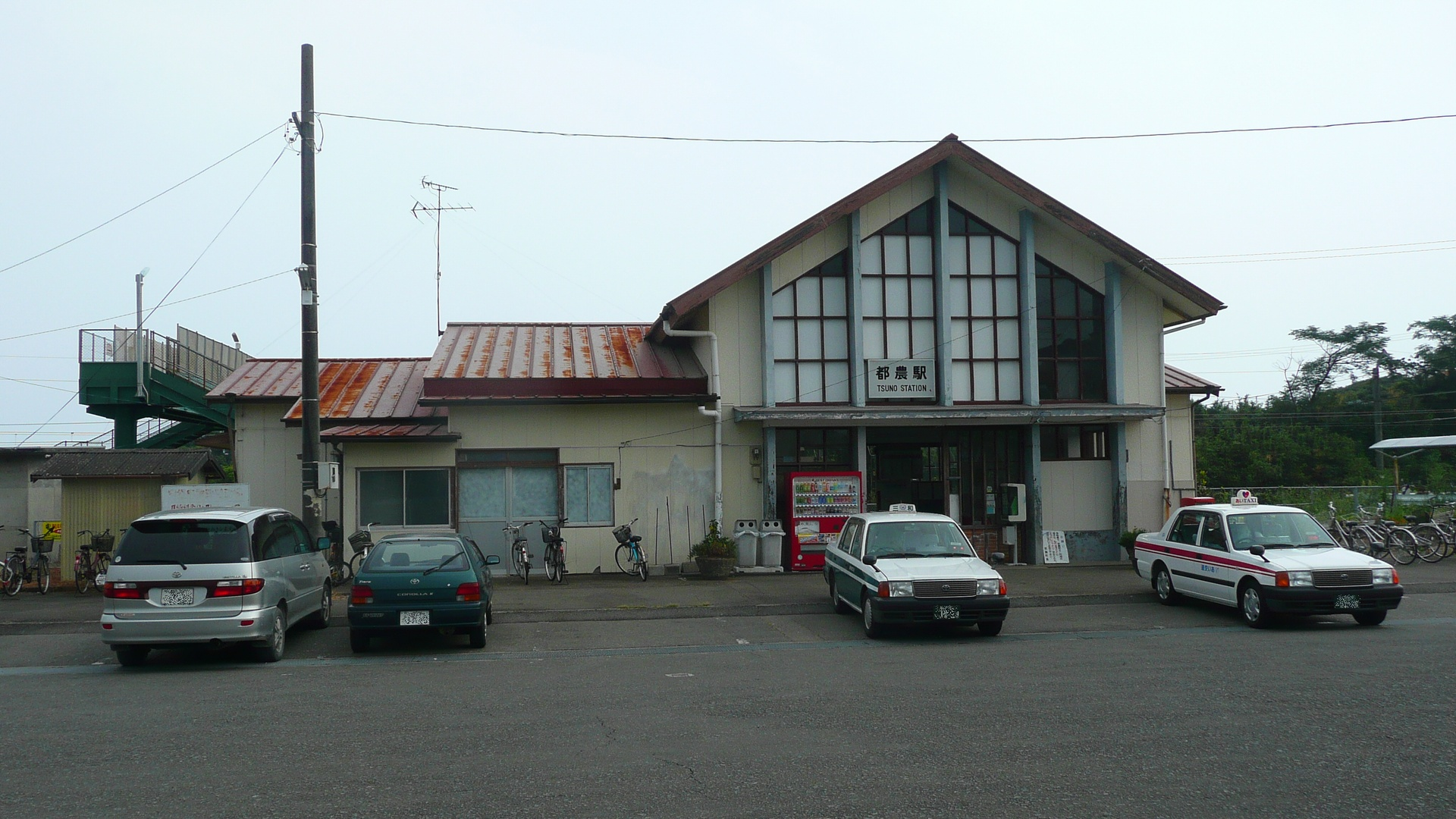
已拆卸的第二代站房（2009年）

都農站（日语：／ Tsuno eki */?）是位於宮崎縣兒湯郡都農町，九州旅客鐵道（JR九州）的日豐本線車站。事務管號碼為▲920563。此站為都農町的中心車站，部分早晚的特急列車會在此停靠。此站由都農町觀協協會委託管理。

## 車站構造

### 站房
現時車站為第三代站房，是根據1951年的第二代站房的外鸜重新建成，因此外形上與第二代站房十分相近。站房以組合板及木所搭建而成。內部兩側的牆壁皆用上大量原木板。入口部份仍然保留兩層高尖屋頂的外貎，但左側的份則改為平屋頂，而右側則加建了一座與站房尖屋頂設計的男、女獨立使用洗手間一座。並有上蓋通道與站房連接。
站房採用開放式設計，並繼承上一代車站高樓底的特色，入口設於右側，進站後即為公共空間及候車大堂，設有多張木長櫈及1部投幣式電話亭；左側前方為多用途展覽廳，可用作展覽場地，亦會定期掛上各種類的地方作品，2021年10月起於非展覧時期間增設自助咖啡售賣，並可在室內享用及休憩。而展覽廳入口旁放置了一部簡易式自動售票機。後方為都農町觀光協會辦公室，同時兼備票務窗口及驗票口。本站採用開放式閘口設計，進站後，可左轉前往行人天橋通往月台。
站前廣場前的迴旋處豎立了一塊由若山牧水所作詩歌的「牧水歌碑」，是1961年4月豎立，內容是講及遠望尾鈴山的景色，若山的大姊下嫁於都農町，因此相信是若山經過都農町時所作。歌碑旁邊另豎立了歌碑解說，於2003年2月豎立。另外，迴旋處的四周也設有大型蘇鐵植物。
2015年4月1日起，車站由JR九州服務支援的業務委託站變為簡易委託站，並由都農町負責車站業務，而不需要成為無人車站。2019年再由町政府轉由町觀光協會負責車站業務。

### 第二代舊站房
於1951年重建，採用木及水泥混合所建成，結構和佈局與現站房大致類近，同樣採用高樓底及尖屋頂的設計，前端採用大量的玻璃窗，而站房後端比前端更為寬闊，但右側卻沒有另外加建其他建築物，期間經歷過多次加建及改建，而後建成的洗手間在站房重建前亦未有與舊站房連結。重建期間，先把左方的部份拆去，再以組合屋興建一所臨時站房。

### 月台
設有島式月台一座，長度為170米。站房與月台之間以行人天橋連接。月台上除設有一個長約15米的有蓋候車亭及四張候車座椅外，並沒有其他的月台設施。
| 月台 | 路線      | 上下行 | 方向                                                 |
| ---- | --------- | ------ | ---------------------------------------------------- |
| 1    | ■日豐本線 | 上行   | 延岡、小倉方向                                       |
| 2    | ■日豐本線 | 下行   | 宮崎、南宮崎、宮崎機場、田野、西都城、鹿兒島中央方向 |

## 歷史
- 1921年6月11日：鐵道省宮崎本線高鍋～美美津開通，開站[8]。
- 1951年：車站大樓重建[4][1]。
- 1987年4月1日：國鐵分割民營化，車站由九州旅客鐵道（JR九州）營運。
- 1996年6月1日：隨宮崎綜合鐵道事業部（日语：宮崎総合鉄道事業部）成立，車站從大分分社（日语：九州旅客鉄道大分支社）改為鹿兒島分社（日语：九州旅客鉄道鹿児島支社）管理。
- 2015年4月1日：業務委託車站改為簡易委託車站。
- 2017年6月16日：新車站大樓建設落成[9][4]。
- 2022年4月1日：隨宮崎綜合鐵道事業部改組，並且昇格為宮崎支社（日语：九州旅客鉄道宮崎支社），車站管理權由宮崎支社承繼[10]。

## 使用狀況
在2023年度，1日平均乘車人次為294人。
以下為近年1日平均乘車人次。
| 年度   | 1日平均 乘車人次 |
| ------ | ---------------- |
| 1996年 | 472              |
| 1997年 | 460              |
| 1998年 | 511              |
| 1999年 | 540              |
| 2000年 | 521              |
| 2001年 | 495              |
| 2002年 | 445              |
| 2003年 | 425              |
| 2004年 | 434              |
| 2005年 | 438              |
| 2006年 | 432              |
| 2007年 | 417              |
| 2008年 | 396              |
| 2009年 | 438              |
| 2010年 | 401              |
| 2011年 | 382              |
| 2012年 | 385              |
| 2013年 | 378              |
| 2014年 | 373              |
| 2015年 | 369              |
| 2016年 | 395              |
| 2017年 | 435              |
| 2018年 | 423              |
| 2019年 | 345              |
| 2020年 | 279              |
| 2021年 | 272              |
| 2022年 | 270              |
| 2023年 | 294              |

## 軼事
1962年5月3日，時任皇太子明仁及妻子在出席日本赤十字社九州大會期間於南九州3縣作訪問，期間曾於本站下車視察。

## 車站周邊
車站位於都農町附近，車站設有道路連接都農市區。
- 都農町公所
- 都農郵局
- 宮崎縣立都農高等學校（日语：宮崎県立都農高等学校）
- 都農神社
- 都農酒莊（日语：都農ワイン）（轉乘的士乘坐10分鐘）
- 尾鈴山（日语：尾鈴山）（轉乘的士乘坐30分鐘）
- 都農港

## 相鄰車站
九州旅客鐵道
■日豐本線
- 部分特急「日輪」「日向」停車站。

東都農－都農－川南

## 外部連結
- JR九州都農站 （页面存档备份，存于）